# Accompagnement global à la naissance
L'accompagnement global à la naissance est une pratique du suivi de grossesse par une seule et même personne, généralement une sage-femme, qui assure les consultations prénatales, la préparation à la naissance, l'accouchement et les soins post-partum de la mère et du nouveau-né. La relation de confiance qui se noue petit à petit entre la femme enceinte et la sage-femme est la clef de voûte de cette pratique qui permet, selon ses défenseurs, un accouchement généralement plus facile et plus naturel, nécessitant moins de gestes médicaux invasifs. Cette pratique est minoritaire par rapport au suivi classique en maternité tel qu'il est réalisé actuellement dans la plupart des pays occidentaux.

## Comment s'organise l'accompagnement global à la naissance

### Suivi de grossesse
Pour le suivi de grossesse normale, la future maman se rend régulièrement au cabinet de sa sage-femme pour l'examen médical mensuel ou afin d'assister aux cours de préparation à la naissance. En France, les sages-femmes sont autorisées à prescrire, comme le ferait un gynécologue, les trois échographies de surveillance et les analyses de sang réglementaires ; il n'est donc pas nécessaire que la patiente soit suivie en parallèle par un gynécologue sauf lors de cas plus complexes, par exemple en cas de grossesse gémellaire ou à risque.

### Accouchement
Dans le cas d'un accouchement en plateau technique, aux premiers signes annonciateurs du travail ou, éventuellement, à la rupture de la poche des eaux, la patiente contacte sa sage-femme qui, après analyse de la situation, décide du départ pour une maternité qui travaille en collaboration avec la sage-femme libérale.
La sage-femme assiste la future maman pendant le travail, en utilisant généralement des techniques douces de maîtrise de la douleur, chant prénatal, exercices posturaux (par exemple, au moyen d'un ballon), massages, acupuncture obstétricale, travail en baignoire, etc. Elle accompagne ensuite l'accouchement, seule ou assistée d'un gynécologue en cas de naissance compliquée. Elle aide à la mise en place de l'allaitement maternel.

### Post-partum
La sage-femme effectue enfin les visites postnatales, à la maternité ou au domicile de la patiente en cas de sortie précoce, par exemple dans le cadre de l'hospitalisation à domicile (HAD). Elle peut également réaliser la rééducation périnéale de la patiente, à son cabinet.

## Avantages de l'accompagnement global
L'accompagnement global replace la sage-femme dans son rôle d'interlocuteur privilégié des futurs parents. Cette interaction suivie peut contribuer à les mettre en confiance vis-à-vis de la naissance à venir et faciliter leur implication aux différents stades de la grossesse et de l'accouchement. Cette pratique s'accompagne aussi d'une diminution des gestes interventionnels (épisiotomies, césariennes).
Cette pratique présente deux avantages, médicaux d'une part, et une amélioration du ressenti et du vécu de la grossesse pour le patient.